# Ardning
Ardning é um município da Áustria, situado no distrito de Liezen, no estado da Estíria. Tem 34,16 km² de área e sua população em 2019 foi estimada em 1.227 habitantes.